# Добрая Криница
Добрая Криница (укр. Добра Криниця) — село в Баштанском районе Николаевской области Украины.
Основано в 1864 году. Население по переписи 2001 года составляло 687 человек. Почтовый индекс — 56172. Телефонный код — 5158.

## Местный совет
56172, Николаевская обл., Баштанский р-н, с. Добрая Криница, ул. Евграшова, 1